# Holy Island (Anglesey)
Holy Island (walisisk: Ynys Gybi, (sankt) Cybis ø) er en ø vest for den større ø Isle of Anglesey i Wales. De to øer er adskilgt af det smalle Cymyran Strait. Den kaldes "Holy" fordi den har en høj koncentration af bautasten, kammergrave og andre religiøse hsteder på den lille ø. Det alternative engelsk navn for øen er Holyhead Island. Ifølge folketællingen fra 2011 boede der 13.659 på øen, hvoraf 11.431 (84%) boede i hovedbyen Holyhead.
Bosættelse på Holy Island kan dateres tilbage til omrking år 4.000 f.v.t., hvor der er fundet et stenalderlanghus, som der er fundet lignende eksempler af i både Skotland og andre steder på De Britiske Øer. Tæt ved dette stenalderhus findes en bautasten rejst i bronzealderen, kaldet Ty Mawr, der er 2,67 m høj.
Blandt attraktionerne er Holyhead Mountain Hut Circles fra omkring år 1000 f.v.t. og Holyhead Mountain.